# Абрамов, Михаил Александрович
Михаи́л Алекса́ндрович Абра́мов (25 октября 1933, Москва, СССР — 12 февраля 2006, Москва, Россия) — советский и российский философ, специалист в области истории философии и политической мысли. Доктор философских наук, профессор. Один из авторов «Новой философской энциклопедии».

## Биография
В 1957 году окончил Московский государственный экономический институт.
С 1972 года — ассистент, доцент в Московского архитектурного института, а также в Государственном университете гуманитарных наук, где с 2000 года являлся профессором.
В 1974 году окончил в аспирантуру сектора истории философии Института философии АН СССР и в 1975 году под научным руководством Т. И. Ойзермана защитил диссертацию на соискание учёной степени кандидата философских наук по теме «Томас Рид и философия здравого смысла» (специальность 09.00.03 — история философии).
С 1976 года — старший научный сотрудник сектора истории марксистско-ленинской философии, в дальнейшем — ведущий научный сотрудник сектора истории политической философии Института философии АН СССР/Института философии РАН.
В 2000 году защитил диссертацию на соискание учёной степени доктора философских наук по теме «Шотландская философия века Просвещения (учение о природе человека и развитие политической теории)» (специальность 09.00.03 — история философии).
Умер 12 февраля 2006 года в Москве и был похоронен в колумбарий Новодевичье кладбище (Старая территория, колумбарий, секция 104).

## Профессиональная деятельность
Основными направлениями исследований для Абрамова являлись история британской философии и политики, мысли Нового времени и века Просвещения. Центральное внимание уделял исследованию философской мысли в Шотландии XVIII века как автономной и исключительной отрасли европейской философии века Просвещения, оказавшей важное, во многом неучтённое до сих пор влияние на её развитие. В связи с последним Михаил Александрович выделил две философские системы (теория морального чувства и философия здравого смысла) и их основных представителей соответственно (А. Смит, Т. Рид, Ф. Хатчесон и Д. Юм). Среди других научных интересов привлекает своим охватом либерализм в истории западноевропейской и русской философии и обществ, мысли; проблема метафизического обоснования свободы.
Ответственный редактор и автор предисловий к изданиям: Социалистическая идея. История и современность. М., 1992; О свободе. Антология западноевропейской классической либеральной мысли. М., 1995; Д. Юм. Трактат о человеческой природе. Т. 1-2. М., 1995; Малые произведения. Т. 3. М., 1996; Опыт русского либерализма. М., 1997; О свободе. Антология либеральной мысли (первая половина XX века). М., 2000; А. Фергюсон. Опыт истории гражданского общества. М., 2000; Т. Г. Масарик. Россия и Европа. Т. 1. СПб., 2000.
Переводчик некоторых трудов Дж. Актона, Л. Гобхауза, Т. Г. Масарика, Т. Рида, Д. Юма.

## Научные труды

### Монографии
- Догмы и поиск (сто лет дискуссий о диалектике в английской философии). М., 1994.
- Шотландская философия века Просвещения. М., 2000.

### Статьи
- Неопределённость свободы // Вопросы философии. 1996. № 10.
- статьи: Теория нравственных чувств, Шотландская школа философии здравого смысла, Шефтсбери, Ферпосон А., Хатчесон Ф. и др. (около 20) // Новая философская энциклопедия: В 4 т.